# Кљачно
Кљачно (слч. Kľačno) насељено је мјесто са административним статусом сеоске општине (слч. obec) у округу Прјевидза, у Тренчинском крају, Словачка Република.

## Становништво
| Година:    | 1994. | 2004.   | 2014.   | 2024.   |
| ---------- | ----- | ------- | ------- | ------- |
| Број људи: | 1072  | 1099    | 1113    | 1076    |
| Разлика:   |       | +2,51 % | +1,27 % | -3,32 % |

| Година:    | 2023. | 2024.   |
| ---------- | ----- | ------- |
| Број људи: | 1061  | 1076    |
| Разлика:   |       | +1,41 % |

Према подацима о броју становника из 2011. године насеље је имало 1.096 становника.